# Signa
Signa és un comune (municipi) de la ciutat metropolitana de Florència, a la regió italiana de la Toscana, situat uns 12 km a l'oest de Florència. L'1 de gener de 2018 tenia 18.901 habitants.
Signa limita amb els municipis de Campi Bisenzio, Carmignano, Lastra a Signa, Poggio a Caiano i Scandicci.

## Història
Els orígens de Signa són incerts. Probablement ja existia a l'antiguitat, encara que no se sap si va ser fundada pels etruscs o pels romans.
A la Baixa Edat Mitjana, Carlemagne va donar a un dels seus capitans un "castell de Signa". Les esglésies locals de San Giovani Battista i San Lorenzo s'esmenten en un document de 977/978 dC.
Signa va adquirir importància local al segle xiv després de la construcció d'un pont proper, l'únic de la zona que permetia el pas del riu Arno. Va ser conquistada per Castruccio Castracani i també es menciona a la Divina Comèdia de Dante Alighieri.
Signa es va convertir en un important centre d'artesania durant el segle xix.

## Llocs d'interès
- Pieve de San Giovanni Battista (segles VII-IX)
- Pieve de San Lorenzo
- Església de Santa Maria in Castello
- Església de San Miniato
- Villa Castelletti
- Villa San Lorenzo